# Galgán

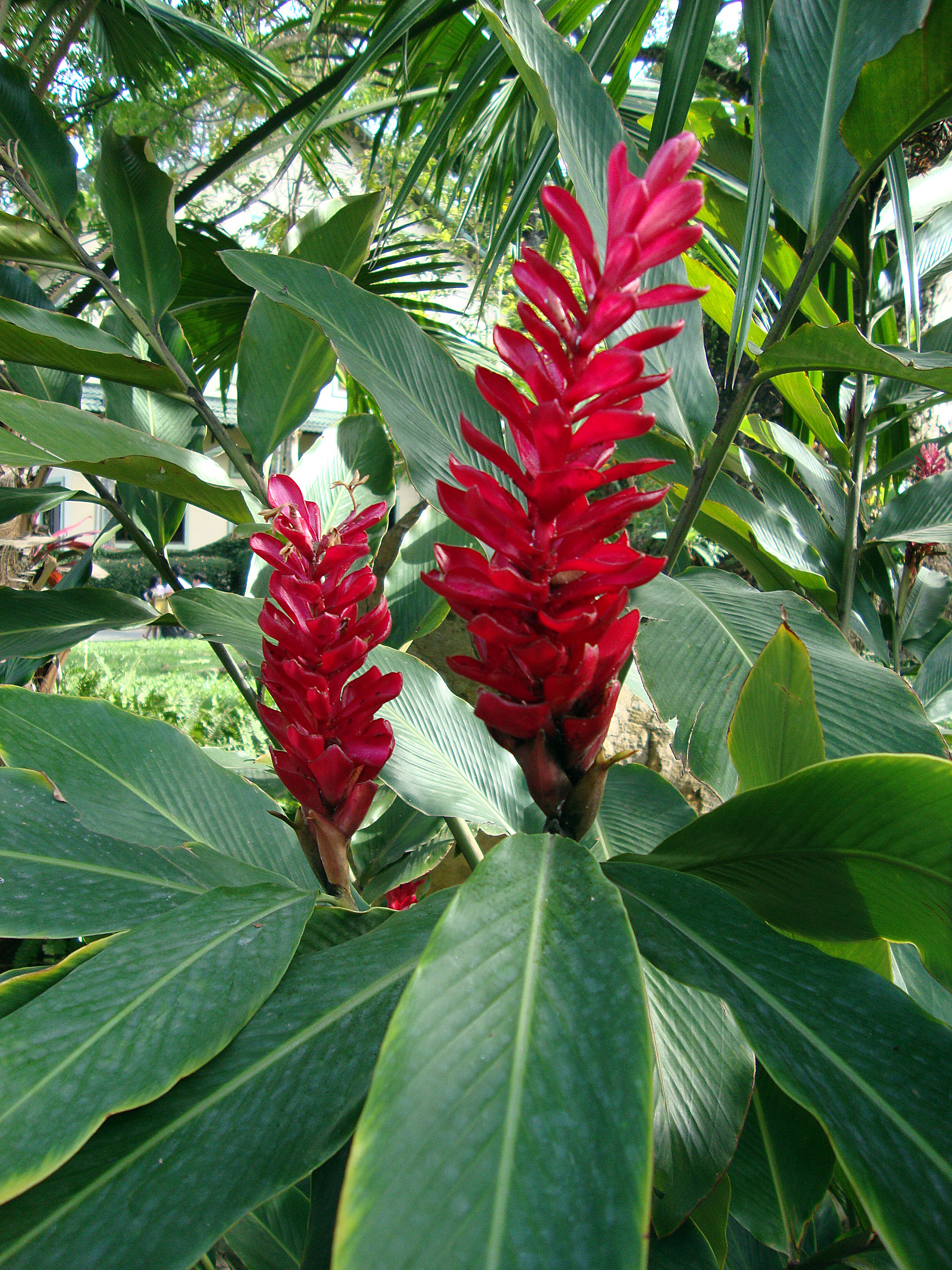
Galgán nachový (Alpinia purpurata)

Galgán (Alpinia), česky též alpinie, je rod rostlin z čeledi zázvorníkovité. Jsou to vytrvalé, často robustní byliny s nepravým stonkem tvořeným bázemi listů, nezřídka s nápadnými květenstvími. Plodem je tobolka.
Rod zahrnuje asi 250 druhů a je široce rozšířen v tropech a subtropech Asie, vyskytuje se také v Tichomoří a Austrálii.
Galgány jsou v tropech a subtropech a ve sklenících botanických zahrad pěstovány jako okrasné rostliny.
Galgán lékařský je podobně jako řada dalších druhů tradičně využíván v medicíně. Některé druhy slouží zejména v asijské kuchyni jako koření a získávají se z nich silice.

## Popis
Galgány jsou vytrvalé, pozemní, stálezelené byliny s tlustými plazivými oddenky. Většinou dorůstají výšky 1 až 3 metry, některé robustní druhy z východní části areálu (Alpinia regia na Molukách, Alpinia boia na Fidži) však mohou přesáhnout i výšku 8 metrů. Listů je většinou větší počet, jsou podlouhlé až kopinaté, a jejich báze vytvářejí nepravý stonek, podobně jako je tomu např. u banánovníku.
Květy jsou dvoustranně souměrné a oboupohlavné. Jednotlivé květy se otevírají pouze na jediný den. Jsou uspořádané do husté nebo řídké vrcholové laty, hroznu nebo klasu. Před rozvitím je květenství kryté 1 až 3 toulcovitými zákrovními listeny.
Kalich bývá trubkovitý, u některých druhů na jedné straně rozštěpený. Koruna je trojlaločná, střední lalok bývá více méně kápovitý a obvykle širší než postranní laloky. Ve středu květu je nápadný pysk (labellum), který vzniká přeměnou části sterilních tyčinek (staminodií). Pysk je u většiny druhů větší než koruna, s různě laločnatým okrajem nebo celokrajný.
Semeník obsahuje 3 komůrky.
Plodem je suchá nebo dužmatá, zpravidla kulovitá, pravidelně nebo nepravidelně pukající tobolka obsahující mnoho semen.

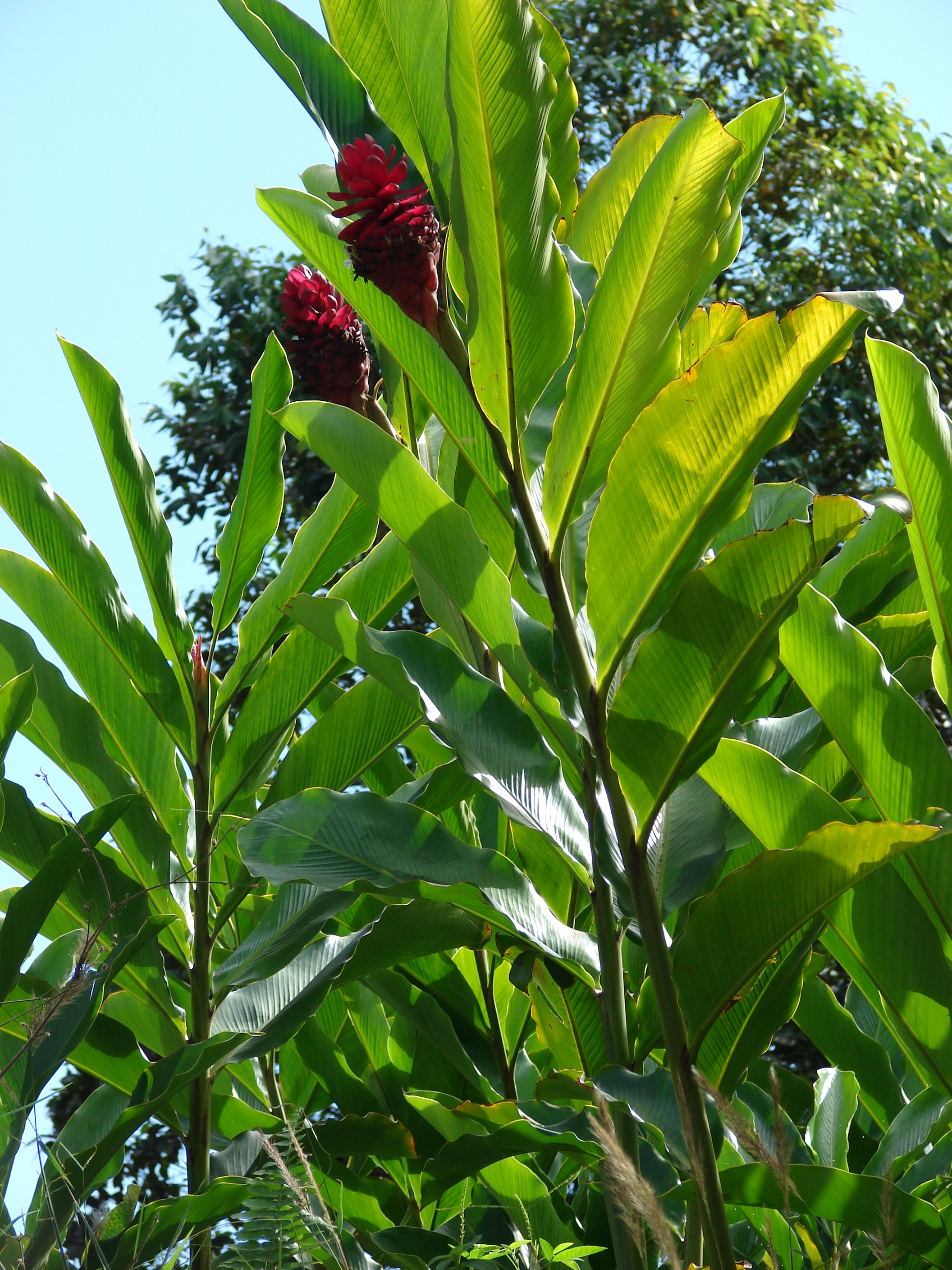
Rostliny galgánu nachového
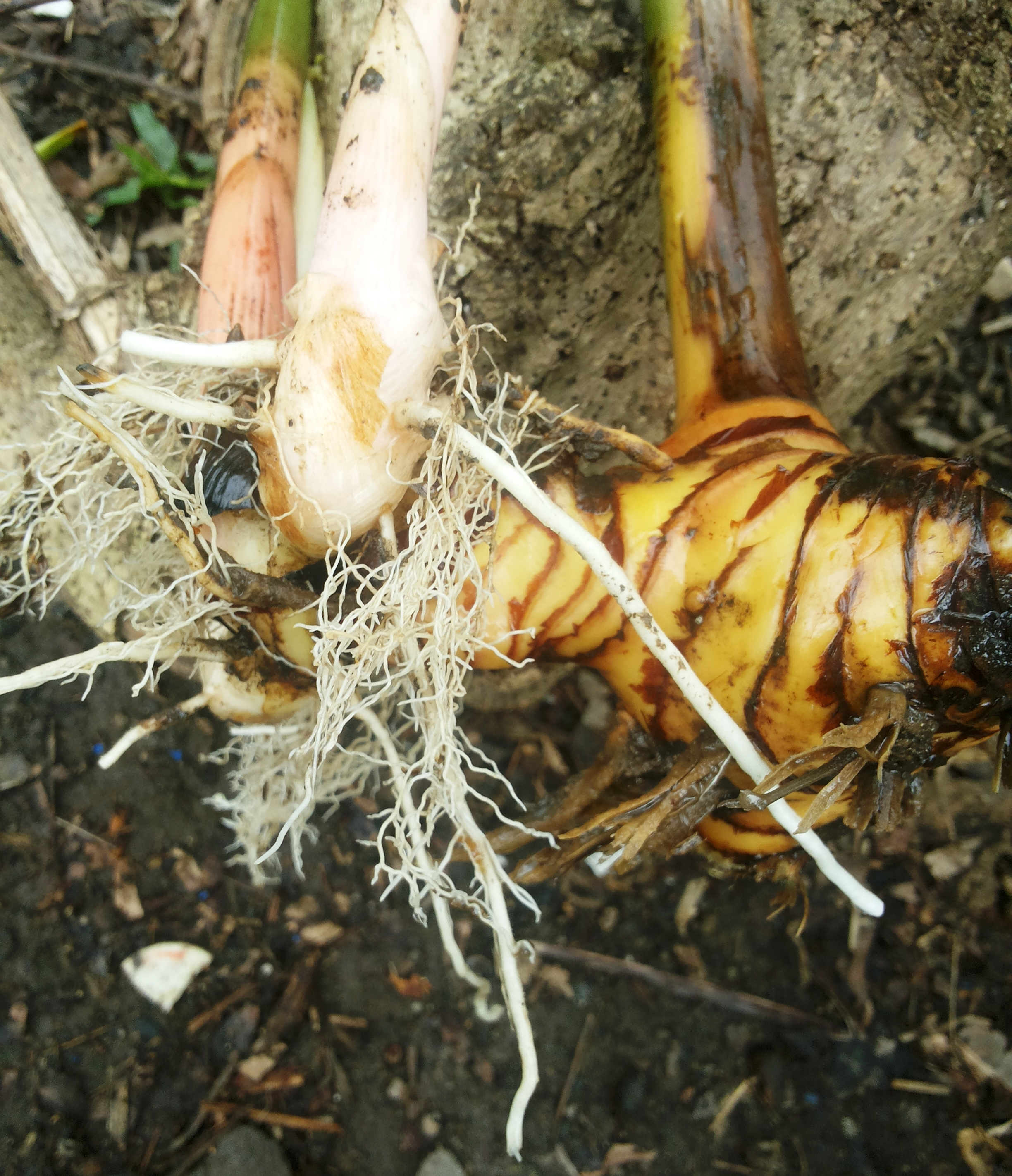
Oddenek galgánu většího
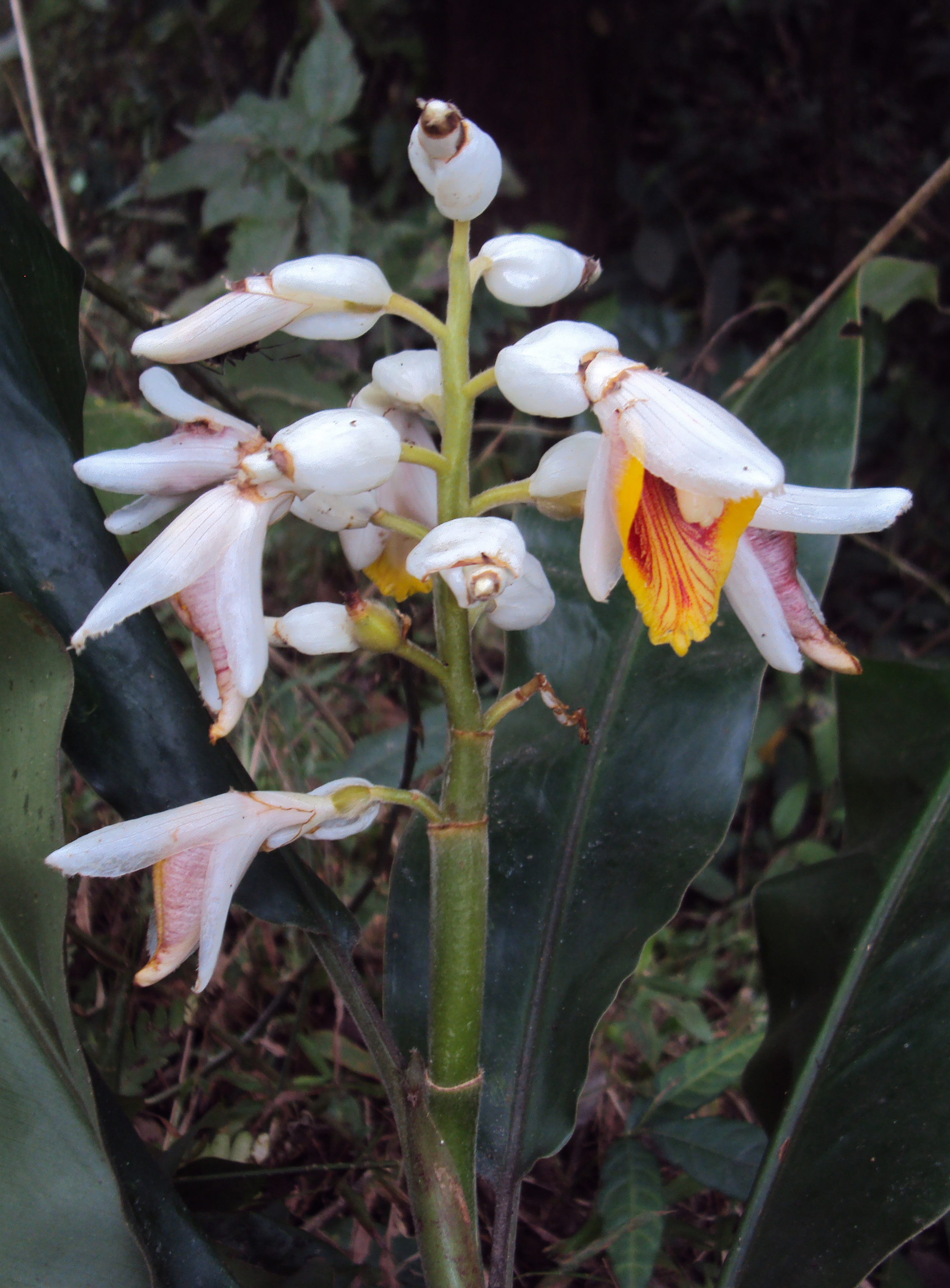
Květenství galgánu malackého (Alpinia malaccensis)
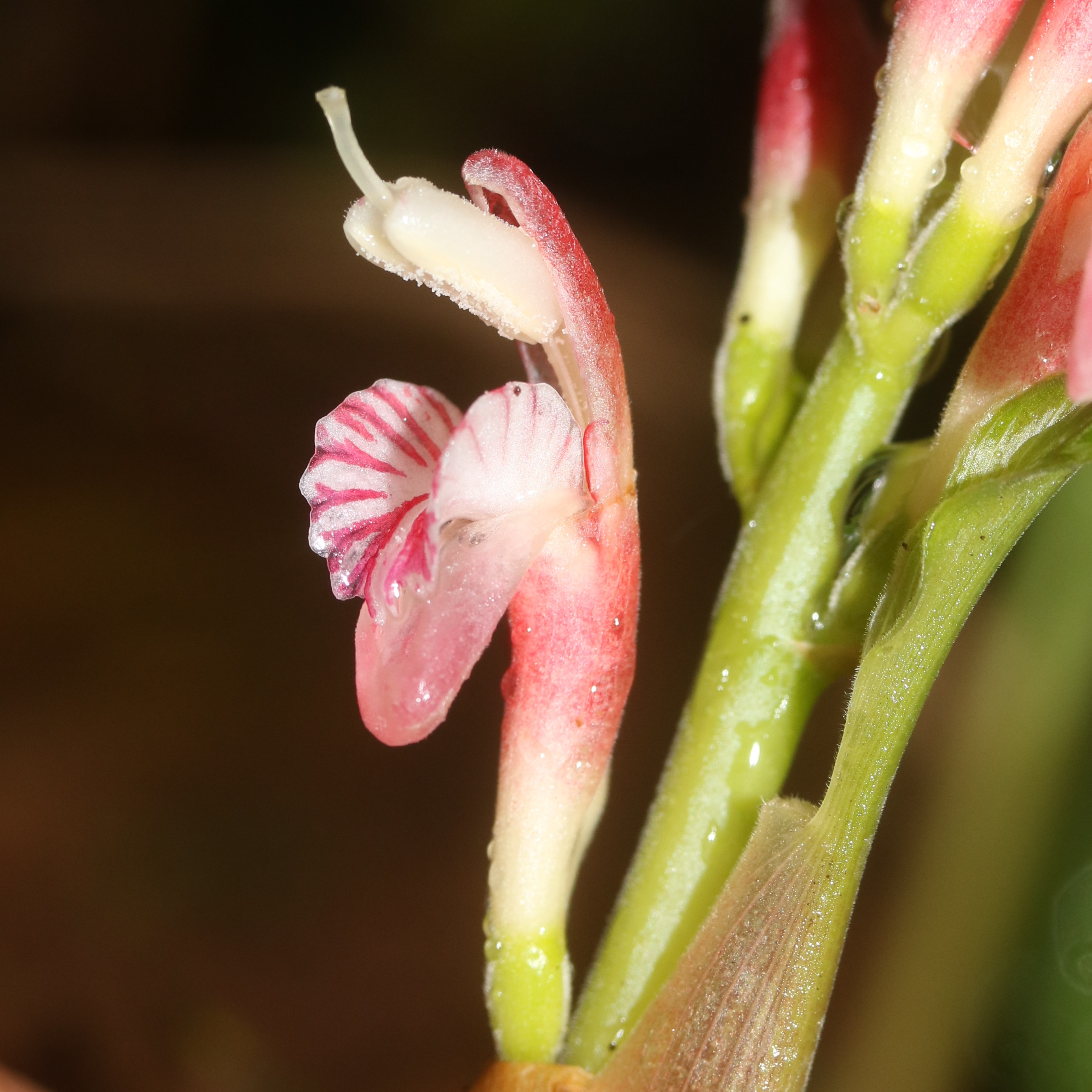
Detail květu Alpinia japonica
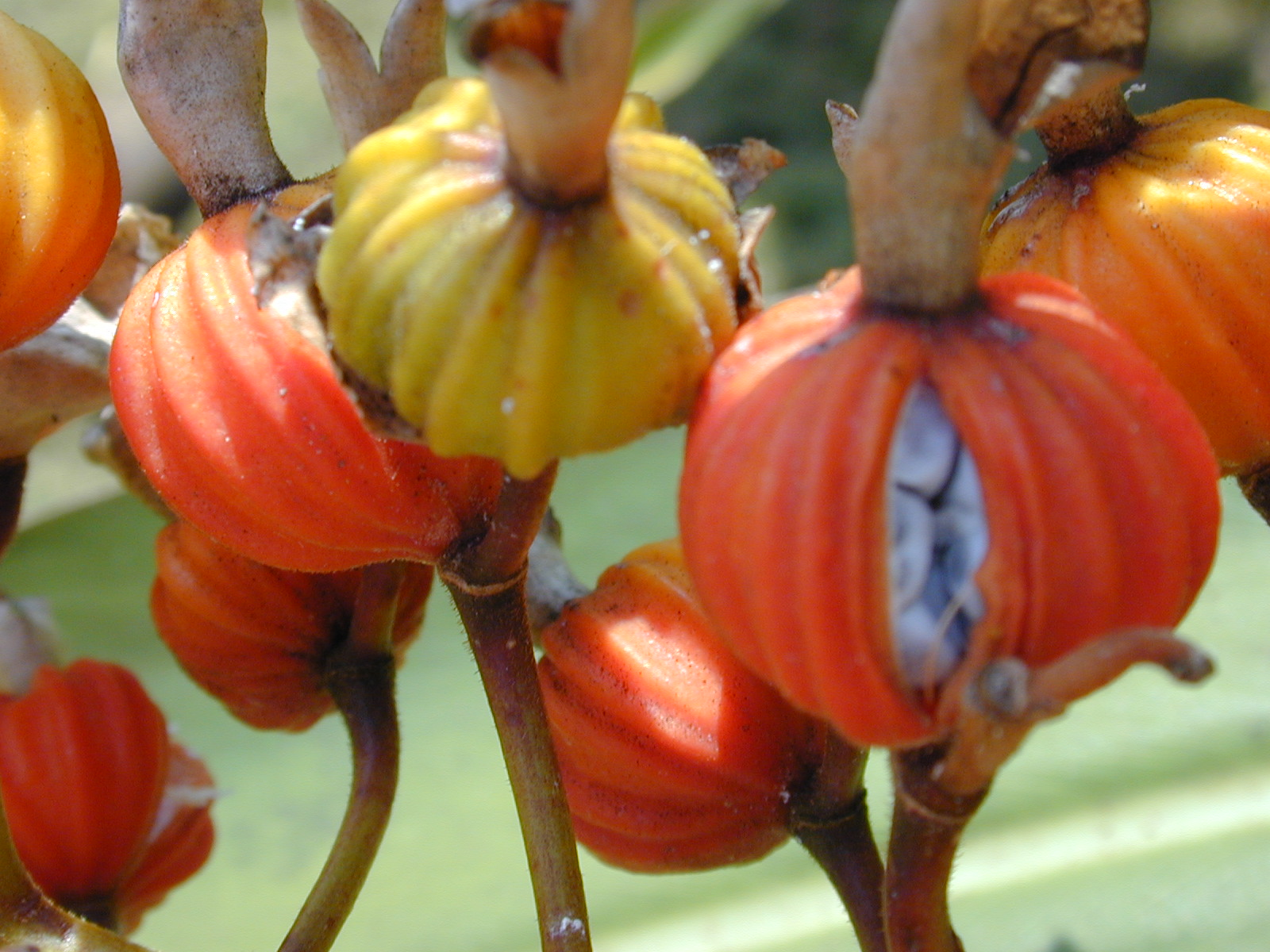
Plody galgánu ozdobného

## Rozšíření
Galgán je s asi 249 známými druhy největším rodem čeledi zázvorníkovité a je také nejrozšířenější. Přirozeně se vyskytuje v tropech a subtropech Starého světa od Západního Ghátu v Indii a Srí Lanky přes Čínu po Japonsko a přes Indočínu, jihovýchodní Asii a Papuasii po Tichomoří a východní Austrálii. Z Číny je udáváno 51 druhů, z toho 35 endemických. Nejdále na sever zasahuje Alpinia japonica, která je v Japonsku rozšířena až po oblast Tokia. Galgán ozdobný zdomácněl vlivem pěstování i v tropických oblastech jiných částí světa.
Galgány tvoří v asijské oblasti důležitou složku podrostu tropických a subtropických lesů, kde mohou být velmi hojné. Některé druhy vytvářejí rozsáhlé porosty v lesním podrostu, podél lesních okrajů či na světlinách, zatímco jiné jsou dominantními rostlinami na podmáčených plochách a podél vodních toků.
Většina druhů roste v nízkých až středních polohách, některé druhy montánních lesů na Nové Guineji a Sulawesi se však vyskytují i v nadmořských výškách nad 2000 metrů.

## Ekologické interakce
Květy převážné většiny galgánů jsou opylovány včelami, některé specializované druhy však opylují ptáci (např. Alpinia kwangsiensis) nebo dokonce netopýři.
U květů těchto rostlin byl zjištěn zajímavý a unikátní mechanismus zabraňující samoopylení, který byl pojmenován flexistylie a při němž dochází ke střídání samčí a samičí fáze v souvislosti s pohybem čnělky. Rostliny mají dva typy květů. U části rostlin se v ranních hodinách po otevření květů drží čnělka vysoko nad tyčinkou, z níž se uvolňuje pyl, a v odpoledních hodinách se teprve pomalu sklání do receptivní pozice. U druhé části rostlin se čnělka již po ranním otevření květu sklání pod tyčinku s dosud neotevřenými prašníky. Kolem poledne se pak čnělka opět se zvedá nad tyčinku mimo dosah opylovačů a prodlužuje se. Z prašníků se poté uvolňuje pyl a nastává funkčně samčí fáze květu.
Galgány jsou v Asii živnými rostlinami housenek různých motýlů zejména z čeledi soumračníkovití (Ancistroides nigrita, Notocrypta curvifascia, Udaspes folus) a modráskovití (Jamides alecto) a různých můr.

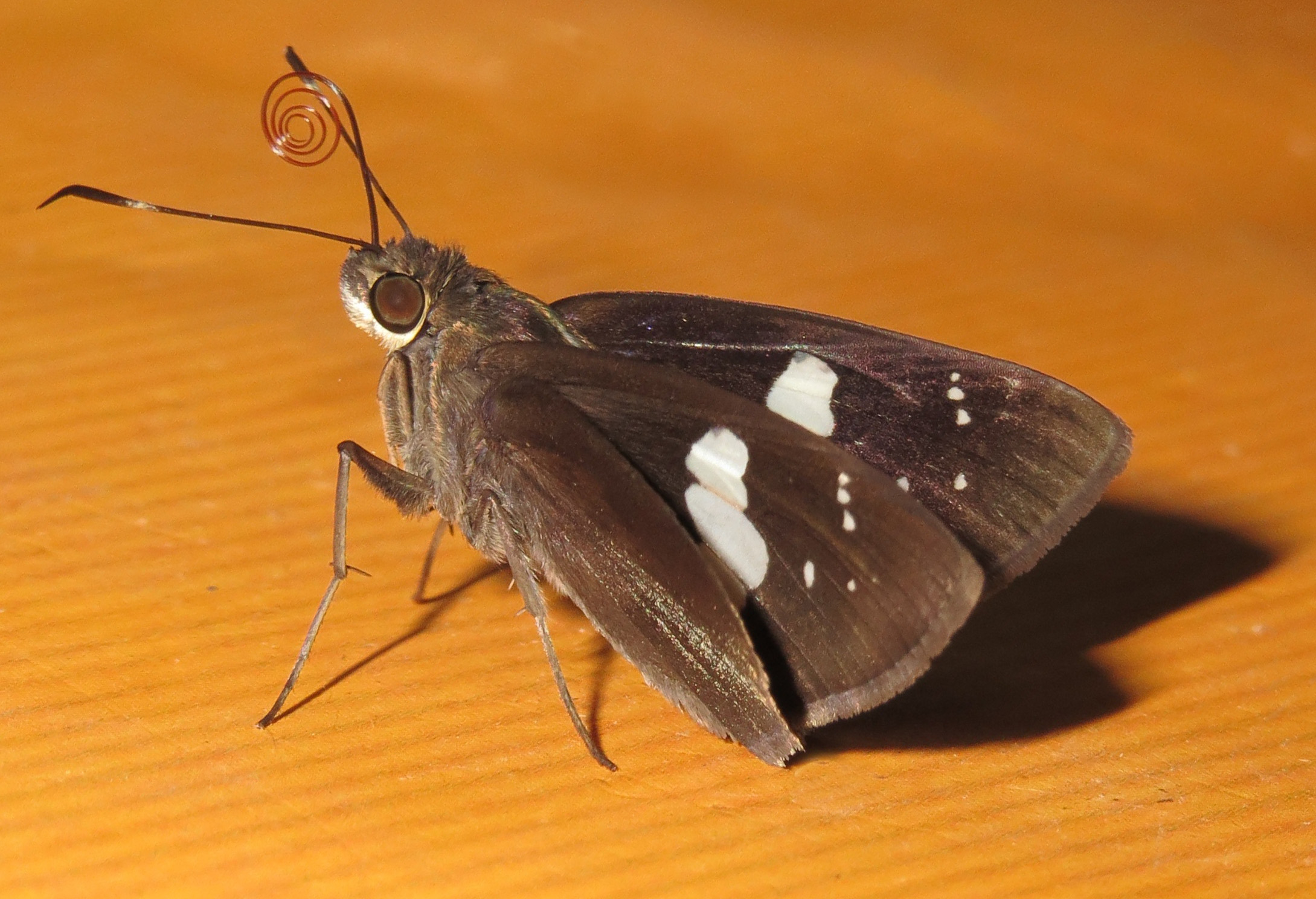
Soumračníkovitý motýl Notocrypta curvifascia
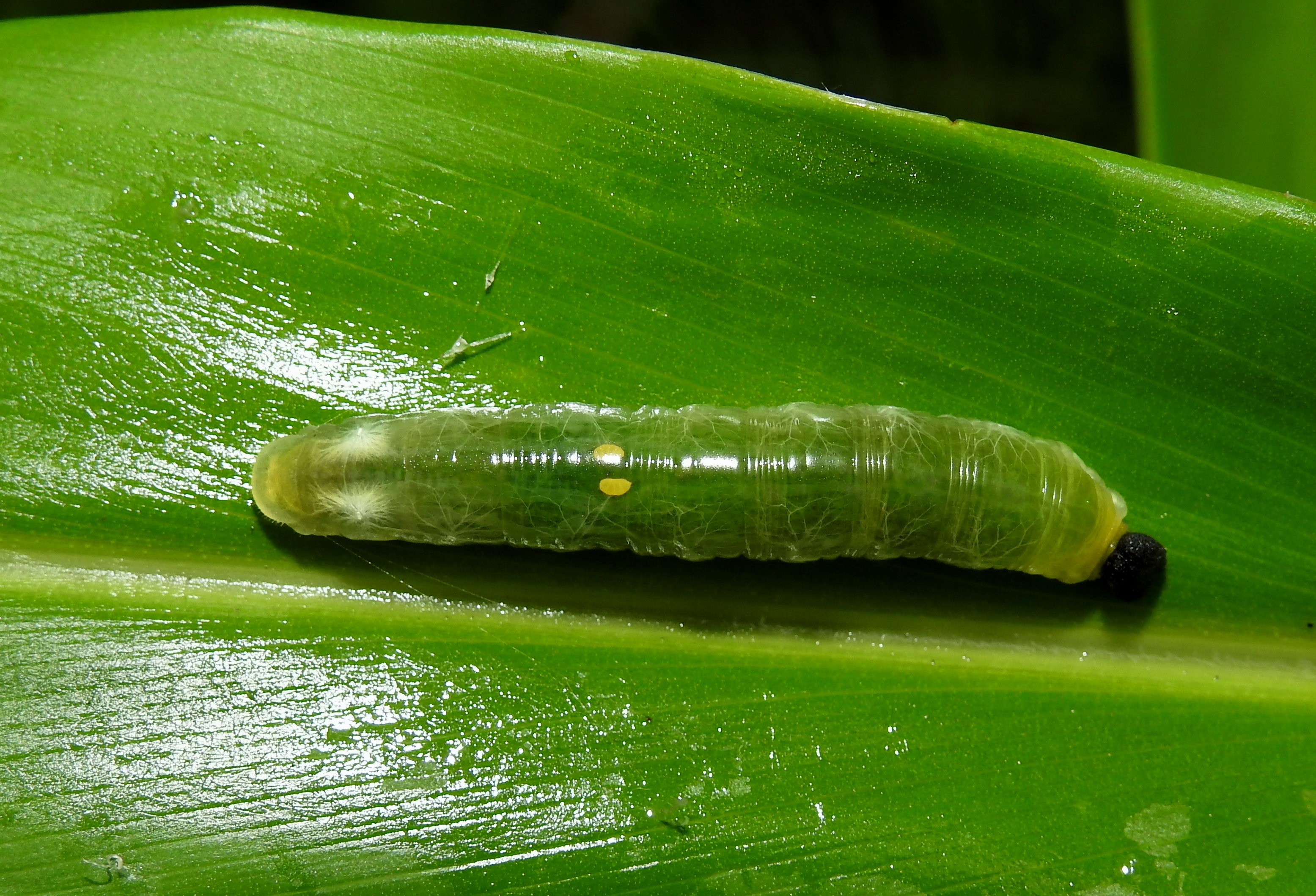
Housenka soumračníka Udaspes folus

## Taxonomie
Rod Alpinia je v rámci čeledi Zingiberaceae řazen do podčeledi Alpinioideae a tribu Alpinieae. Rod je značně různorodý a oproti ostatním rodům daného tribu jej nelze jednoznačně vymezit morfologickými znaky. Fylogenetické molekulární studie ukázaly, že rod je ve stávajícím pojetí silně parafyletický. Rozpadá se do celkem 6 vývojových větví, z nichž některé jsou blíže příbuzné s jinými rody tribu Alpinieae než sobě navzájem. Odpovídající taxonomické změny v rámci tohoto tribu však dosud nebyly provedeny, mimo jiné i proto, že obsahuje i další parafyletický rod, Ammomum, který však dosud nebyl po fylogenetické stránce detailněji prozkoumán.
Název Alpinia použil poprvé Carl Linné pro druh známý z Ameriky, který popsal jako Alpinia racemosa, americké druhy však byly později odděleny do rodu Renealmia. Následně byl pro druhy Starého světa konzervován název Alpinia Roxb. a jako typový druh byl stanoven Alpinia galanga (L.) Willd.

## Zástupci
- galgán lékařský (Alpinia officinarum)
- galgán nachový (Alpinia purpurata)
- galgán ozdobný (Alpinia zerumbet)
- galgán malacký (Alpinia malaccensis)
- galgán větší (Alpinia galanga)[7][8]

## Význam

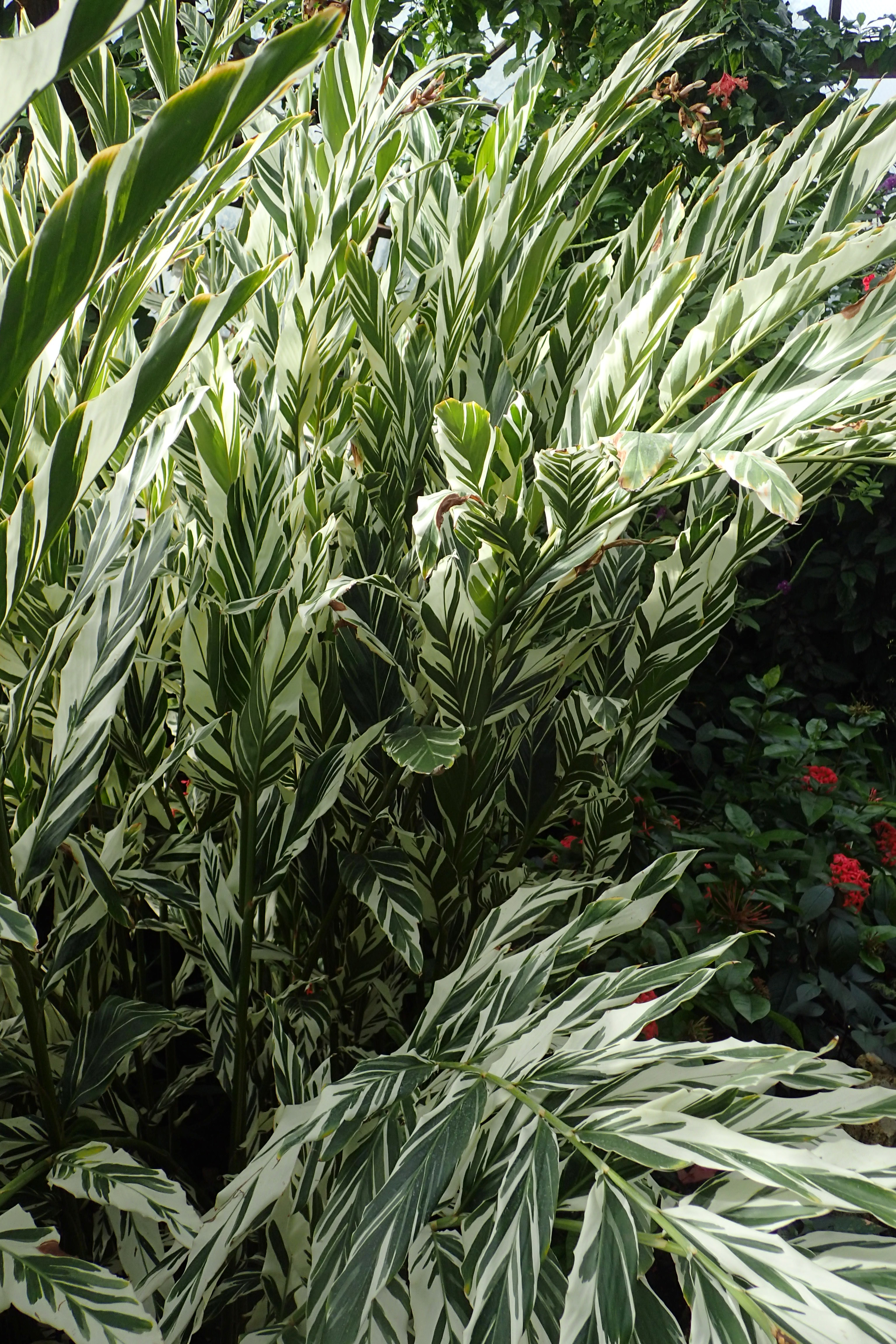
Nádherně panašovaný druh Alpinia vittata ze Šalomounových ostrovů

Aromatické oddenky galgánu většího (Alpinia galanga) jsou jako koření široce využívány zejména v asijské kuchyni. Slouží k ochucení polévek, kari omáček i masových pokrmů. Používají se čerstvé, mražené nebo sušené či mleté na prášek. Silice získaná z oddenků slouží k aromatizaci alkoholických nápojů, zmrzlin nebo cukrovinek. V Rusku slouží oddenky při výrobě tradičního likéru nastojka. Jedlé jsou i mladé výhony a plody, kterými je nahrazován kardamom. Podobné využití mají i oddenky galgánu ozdobného. Jako koření se v Asii široce používají i štiplavě pálivé oddenky galgánu lékařského. Jejich využití mělo tisíciletou tradici i v Evropě, v současnosti však až na výjimky (Rusko, Baltské státy) již téměř vymizelo.
V Indonésii se konzumují plody galgánu malackého (Alpinia malaccensis). Kousky oddenku se na Molukách přidávají k betelovému soustu.
Spíše lokální využití mají i jiné druhy, např. Alpinia conchigera, Alpinia striata, Alpinia globosa, Alpinia uviformis nebo ve Vietnamu Alpinia latilabris.
Galgán lékařský je již po dlouhé věky využíván v tradiční čínské i indické medicíně, od středověku se používal i v Evropě. Je to efektivní prostředek zejména při léčení neduhů trávicího traktu, také mj. snižuje horečku, ulevuje od bolesti a působí proti bakteriálním a houbovým infekcím. Podobné využití mají i oddenky příbuzného galgánu většího, které mají široké uplatnění zejména v tradiční medicíně jižní a jihovýchodní Asie. Působí také insekticidně. Lihovým extraktem lze účinně hubit okřehek menší. Lokální medicínské využití mají i další druhy galgánů.
Olej z oddenků galgánu lékařského je v Indii ceněný v parfumerii.
Galgány jsou v tropech a subtropech pěstovány jako okrasné rostliny. Byly vypěstovány i různé kultivary s panašovanými nebo variegátními listy a různé hybridy. Nápadnými červenými květenstvími se vyznačuje často pěstovaný galgán nachový a jeho hybridy z řady 'Ginosa Series', bílá květenství má galgán ozdobný. Galgánům se nejlépe daří v podrostu stromů v půdě pokryté tlustou vrstvou mulče, který zajistí vláhu i přísun živin. Kvetou zpravidla na dvouletých výhonech. V chladnějších oblastech (zóny odolnosti 7 až 8) mohou podzemní oddenky některých druhů přečkat zimu, zatímco nadzemní části omrzají. Takové rostliny pak nekvetou, občas jsou však pěstovány pro zdobné olistění. Patří mezi ně např. Alpinia calcarata a Alpinia katsumadai. Mezi nečetné výjimky patří galgán větší, který je jedním z nejodolnějších druhů a vykvétá již následující sezónu po omrznutí nadzemních partií. Oddenky galgánů je možno také na podzim vyjmout ze země a přezimovat v bezmrazém prostředí.
Jako okrasné rostliny je pěstována i řada jiných druhů, např. galgán malacký S některými druhy včetně galgánu nachového se lze setkat i ve sklenících českých botanických zahrad.

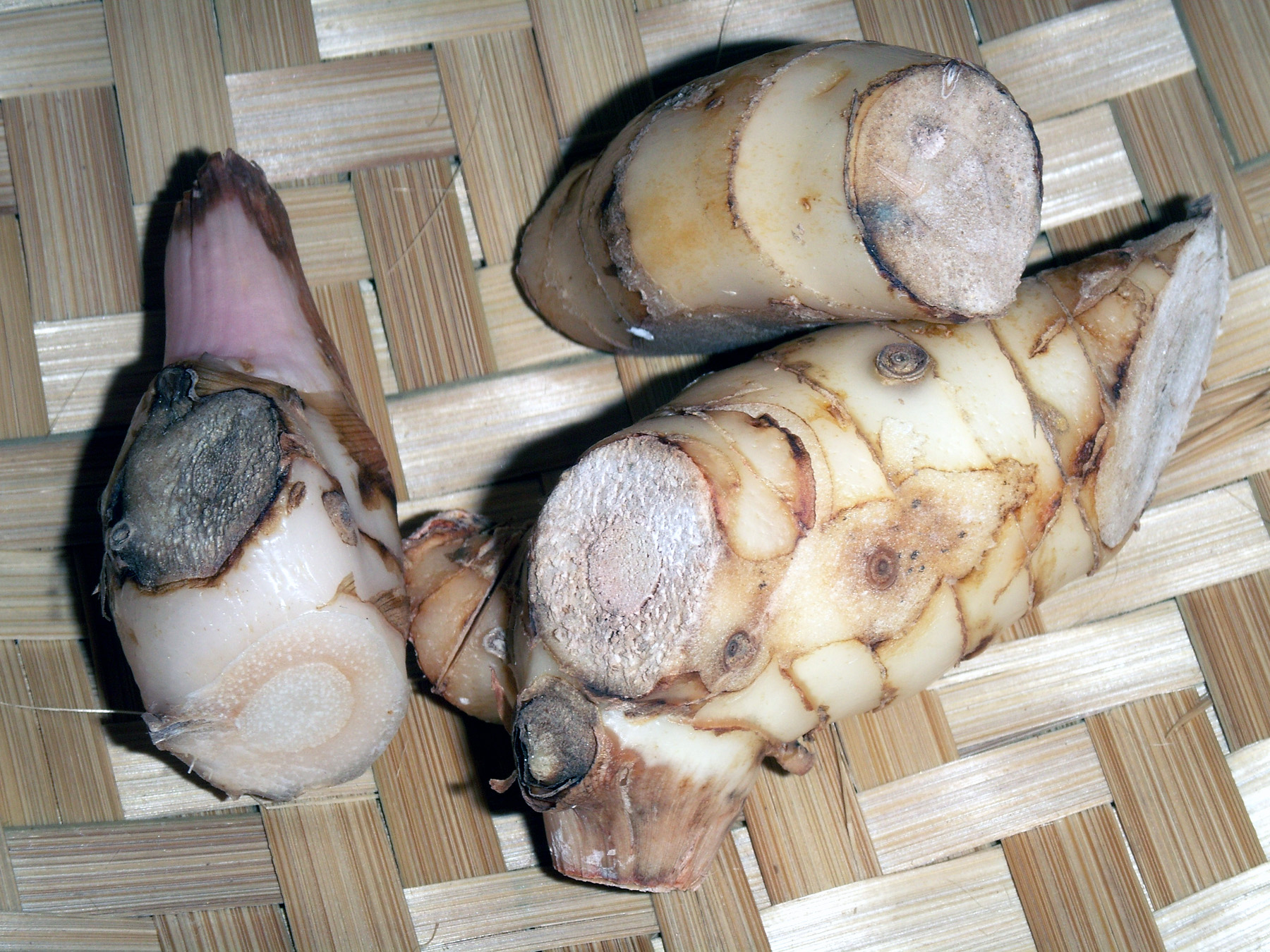
Oddenky galgánu většího
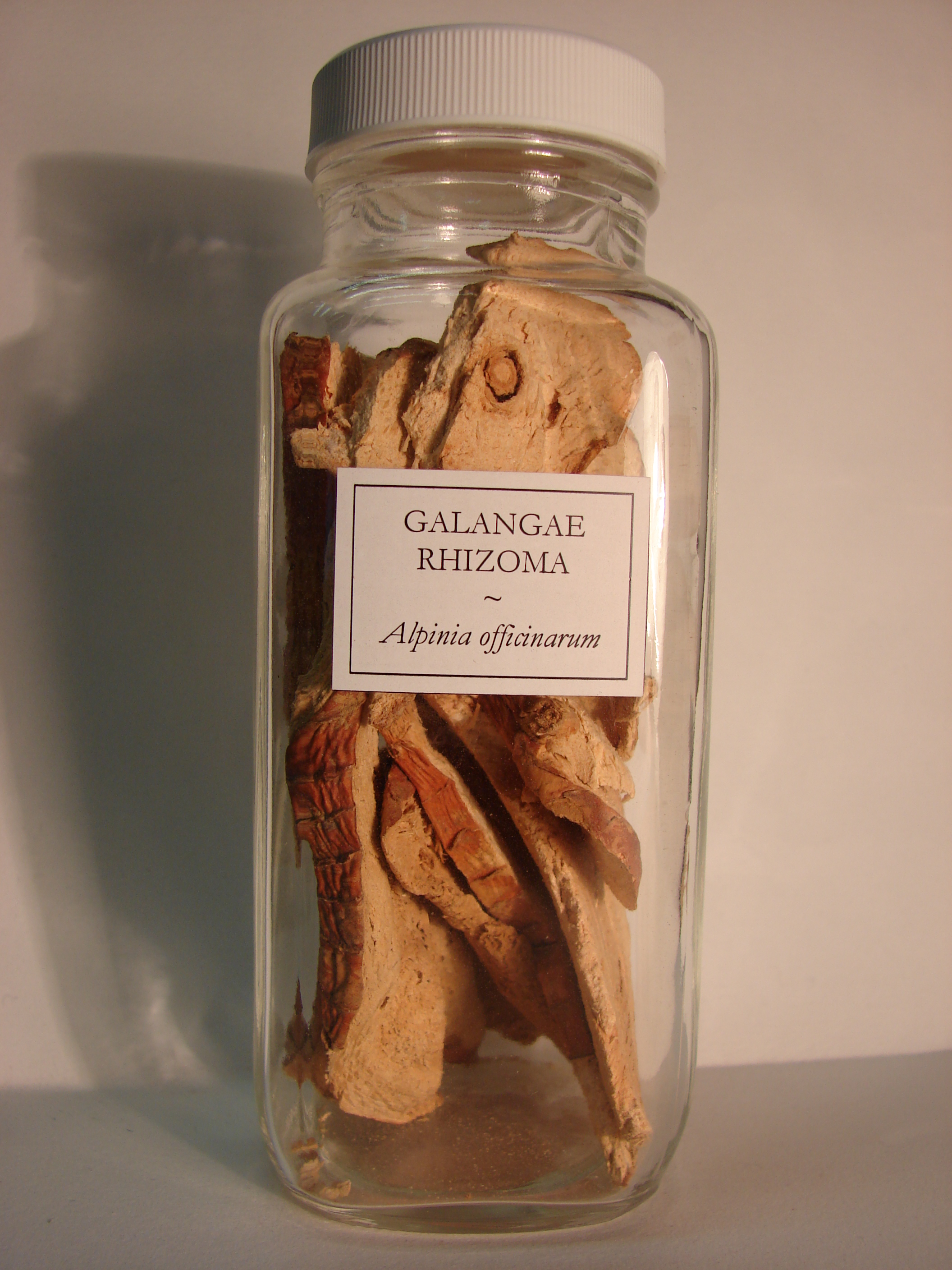
Sušený oddenek galgánu lékařského
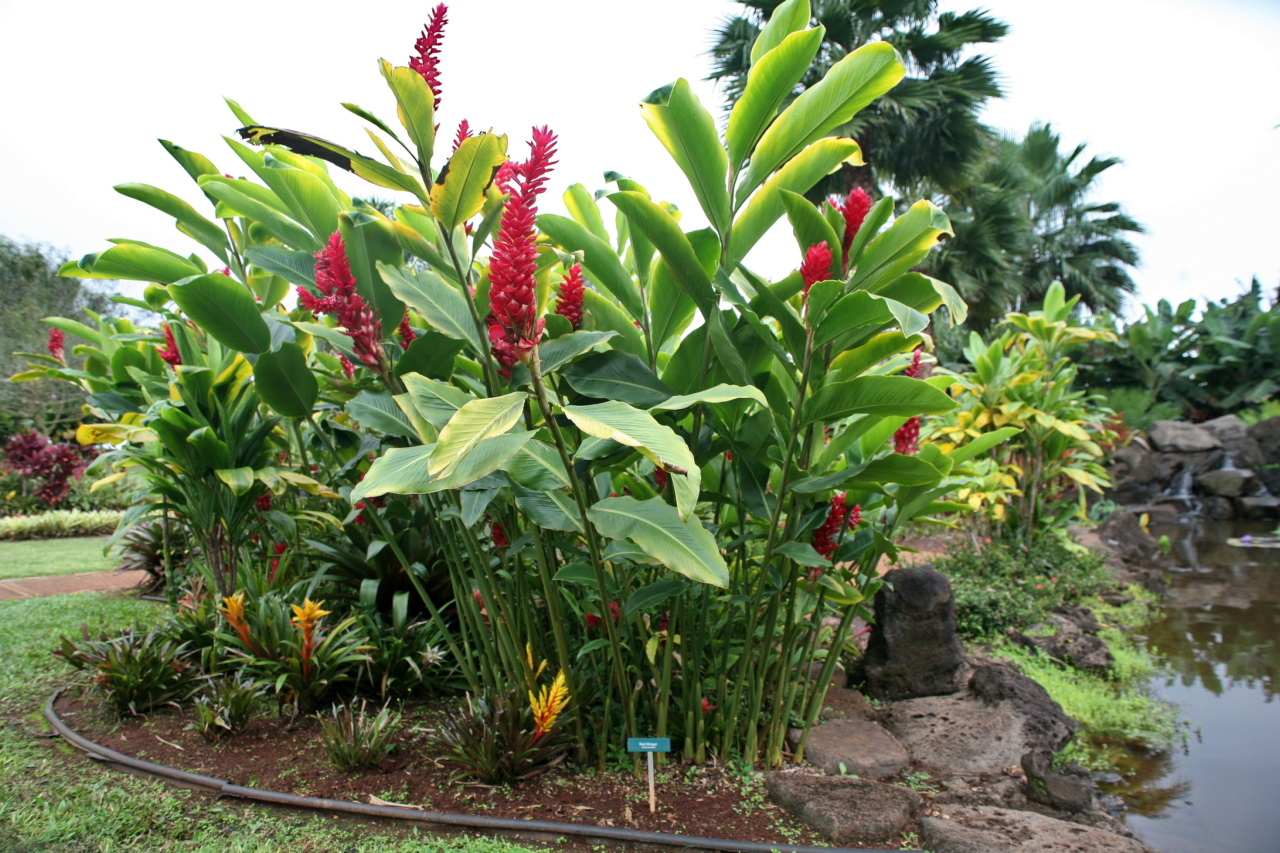
Galgán nachový jako okrasná rostlina na Havaji
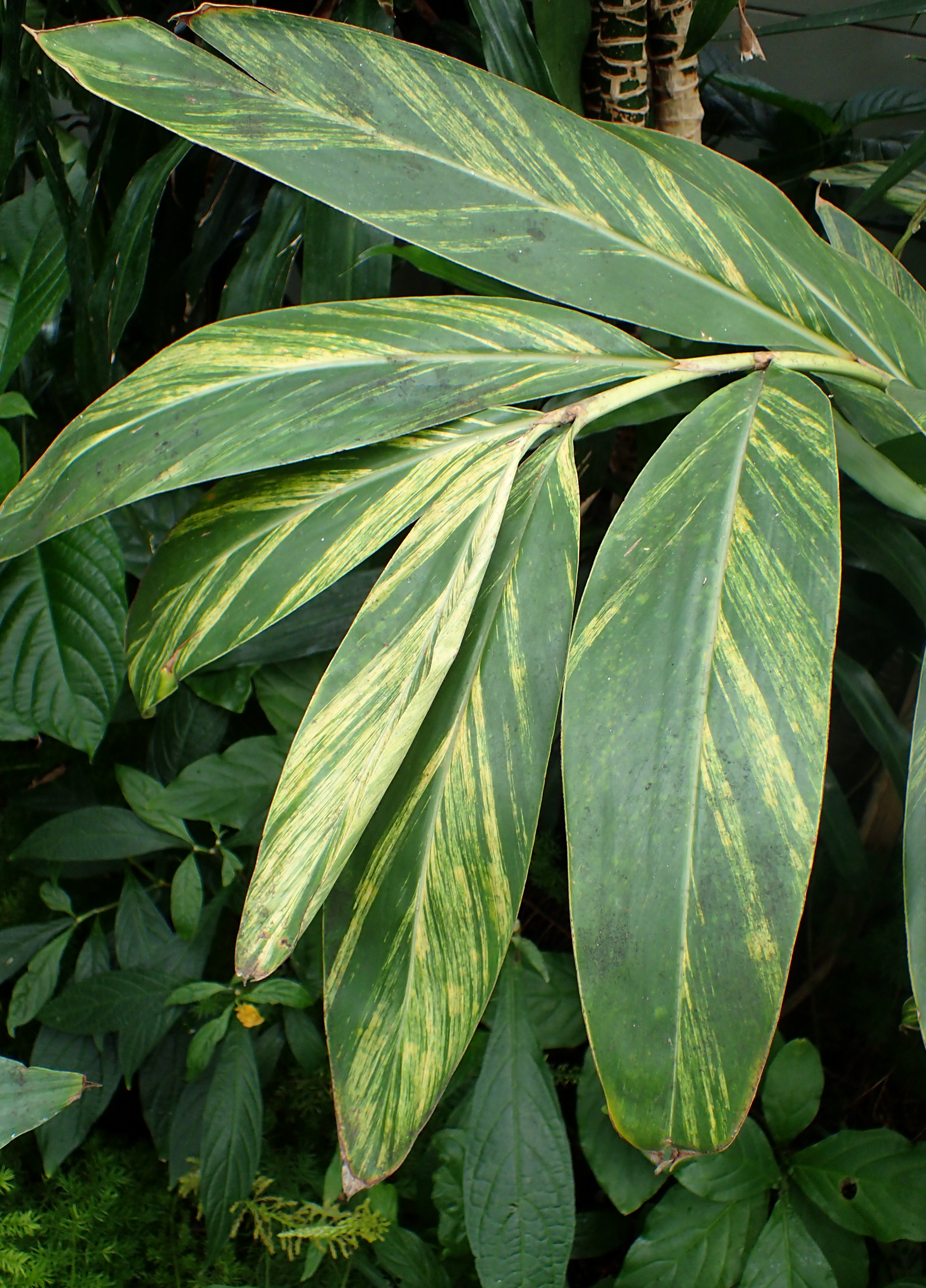
Panašovaný kultivar galgánu ozdobného 'Variegata'